# 渡辺靖
渡辺 靖（わたなべ やすし、1967年 - ）は、日本の研究者。最終学位はPh.D.（ハーバード大学、1997年）。慶應義塾大学SFC教授（環境情報学部 兼 大学院政策・メディア研究科）。放送大学客員教授。NIRA総合研究開発機構上席研究員。

## 人物
専門は、現代アメリカ論、ソフトパワー論、パブリック・ディプロマシー論、文化政策論、文化人類学。
2004年、ハーバード大学へ提出した博士論文をもとにした処女作『アフター・アメリカ　ボストニアンの軌跡と＜文化の政治学＞』でサントリー学芸賞。他に、アメリカ学会清水博賞、義塾賞、日本学術振興会賞、日本学士院学術奨励賞などの受賞歴がある。
2025年、アメリカ芸術科学アカデミー(American Academy of Arts and Sciences）の国際名誉会員（International Honorary Member）に選出。日本からは藤田誠東京大卓越教授とともに選出。
所属学会はRoyal Anthropological Institute, American Anthropological Association、American Studies Association。
国際学術誌Anthem Studies in Soft Power and Public Diplomacy、Place Branding and Public Diplomacy、International Journal of Public Diplomacy Researchの編集委員。
Salzburg Global Seminar日本諮問委員会共同委員長。Harvard Club of Japan会員。国際文化会館会員（理事、プログラム委員会委員長）。交詢社会員（社員）。

## 経歴
札幌市生まれ。北海道札幌南高等学校、上智大学外国語学部卒業後、1992年ハーバード大学大学院修士号（M.A)、1997年同大学院博士号（Ph.D.）取得。ケンブリッジ大学ポストドクター研究員、オクスフォード大学シニア・アソシエートを経て、1999年慶應義塾大学SFC助教授となる。2003年ハーバード大学ウェザーヘッド国際問題研究所アソシエート（安倍フェローシップ）、2005年慶應義塾大学SFC教授。ウィルソンセンターフェロー、ケンブリッジ大学フェロー、パリ政治学院客員教授、欧州大学院大学客員研究員、北京大学訪問学者などを歴任。米国務省インターナショナル・ビジター・リーダーシップ・プログラム（IVLP）招聘参加。
読売新聞読書委員、朝日新聞書評委員、NHK国際放送番組審議会委員長、文化庁文化審議会委員、国際交流基金諮問委員、外務省有識者委員、外務省シンクタンク補助金審査・評価委員会委員長、『外交』編集委員、アメリカ学会常務理事、三省堂高校英語教科書『CROWN』編集委員などを歴任。
2015年、慶應義塾大学の学部入学式で教職員代表として祝辞を述べた。

## 単著
- 『アフター・アメリカ　ボストニアンの軌跡と＜文化の政治学＞』（慶應義塾大学出版会、2004年）
- The American Family : Across the Class Divide (University of Michigan Press & Pluto Press, 2005）
- 『アメリカン・コミュニティ　国家と個人が交差する場所』（新潮社、2007年）
- 『アメリカン・センター　アメリカの国際文化戦略』（岩波書店、2008年）、中国語版2014年
- 『アメリカン・デモクラシーの逆説』（岩波新書、2010年）、中国語版2019年
- 『文化と外交　パブリック・ディプロマシーの時代』（中公新書、2011年）
- 『アメリカのジレンマ　実験国家はどこへゆくのか』（NHK出版、2015年）
- 『沈まぬアメリカ　拡散するソフト・パワーとその真価』（新潮社、2015年）
- 『〈文化〉を捉え直す　カルチュラル・セキュリティの発想』(岩波新書、2015年）
- 『リバタリアニズム　アメリカを揺るがす自由至上主義』（中公新書、2019年）
- 『白人ナショナリズム　アメリカを揺るがす「文化的反動」』（中公新書、2020年）
- 『アメリカとは何か　自画像と世界観をめぐる相剋』（岩波新書、2022年）
- 『現代アメリカの政治と社会』（放送大学教育振興会、2024年）

## 編著
- Soft Power Superpowers : Cultural and National Assets of Japan and the United States, (with David McConnell, eds., Routledge, 2008）
- 『現代アメリカ』（有斐閣、2010年)
- 『ソフト・パワーのメディア文化政策　国際発信力を求めて』（新曜社、2012年）
- 『現代アメリカ　日米比較のなかで読む』（新曜社、2014年）
- The Routledge Handbook of Soft Power (Routledge, 2016)
- Handbook of Cultural Security (Edward Elgar Publishing, 2018)
- 苅部直・宮台真司と『民主主義は不可能なのか？ コモンセンスが崩壊した世界で』（読書人、2019年）